# Димитър Илиев (офицер)
Вижте пояснителната страница за други личности с името Димитър Илиев.
Димитър Крумов Илиев е български офицер, генерал-лейтенант.

## Биография
Роден е на 10 декември 1963 г. в Асеновград. През 1981 г. завършва специалност „Електрическо обзавеждане на промишлени предприятия“ в средно професионално училище в родния си град. От 1981 до 1985 г. учи във Висшето народно военно артилерийско училище в Шумен военна специалност „земна артилери и ПТУРС“ и гражданска „инженер по електронно-изчислителна техника“. Започва да служи като старши офицер на артилерийска батарея в 49-и свободен артилерийски дивизион на четиридесет и девети мотострелкови полк в Симеоновград. От 1986 до 1987 г. е командир на артилерийска противотанкова батарея. Бил е командир на курсантски взвод към военното училище в Шумен (1987 – 1992). В периода 1992 – 1994 г. учи „Управление на тактическите формирования от Ракетните войски и артилерията на българската армия“ във Военната академия „Георги Раковски“ в София. От 1994 до 1995 г. е началник-щаб на реактивен дивизион към 4-та артилерийска бригада. Известно време е бил помощник-началник щаб по разузнаването на бригадата (1995 – 1998) и командир на артилерийски дивизион в същата бригада (1998 – 2007). През 2008 г. завършва „Стратегическо управление на отбраната“ в Колежа по отбрана на Сухопътните войски на САЩ в Пенсилвания. След това е назначен за 1 година до 2009 заместник-началник на сектор в отдел „Планиране“ в Щаба на Сухопътните войски. От 2009 до 2010 г. е началник на отдел „Съвместна поддръжка“ в Управление „Операции“ на Съвместното оперативно командване. Между 2010 и 2011 г. е заместник-началник на Управление „Операции“ в Съместното оперативно командване. В периода 14 декември 2011 г. – 29 юни 2014 е командир на четвърти артилерийски полк (бившата четвърта артилерийска бригада).
На 28 април 2014 г. полковник Димитър Илиев е назначен на длъжността командир на 2-ра механизирана бригада и удостоен с висше офицерско звание бригаден генерал, считани от 30 юни 2014 г. На 22 март 2016 г. е освободен от длъжността 2-ра механизирана бригада, назначен на длъжността заместник-командир на Корпус за бързо развръщане на НАТО в Солун, Гърция и удостоен с висше офицерско звание „генерал-майор“, считано от 1 април 2016. От 1 август 2018 г. е генерал-лейтенант и заместник-началник на отбраната. С указ № 266 от 2 декември 2022 г. е освободен от длъжността заместник-началник на отбраната и от военна длъжност, считано от 10 декември 2022 г.

## Образование
- Средно професионално училище, Асеновград – 1981
- Висше военно артилерийско училище „Георги Димитров“ в София – 1981 – 1985
- Военна академия „Георги Раковски“ – 1992 – 1994
- Колежа по отбрана на Сухопътните войски на САЩ  – 2007 – 2008

## Военни звания
- Лейтенант-инженер (1985)
- Старши лейтенант-инженер (1988)
- Капитан-инженер (1992)
- Майор-инженер (1998)
- Подполковник-инженер (2003)
- Полковник-инженер (1 юли 2009)
- Бригаден генерал-инженер (12 май 2014)[8]
- Генерал-майор-инженер (1 април 2016)[9]
- Генерал-лейтенант-инженер (1 август 2018)

## Награди
- US Army Military Commendation medal (2004)
- Нагръден знак „За вярна служба под знамената“ – III ст. (29 декември 2004)
- Нагръден знак „Отлична служба“ – I ст. (15 ноември 2012)